# Стенборг, Оке
Оке Стенборг (швед. Åke Stenborg, 27 февраля 1926, Турсхелла — 4 апреля 2010, Эскильстуна) — шведский шахматист. Чемпион Швеции 1956 г. В составе сборной Швеции участник шахматных олимпиад 1950 и 1956 гг. В 1957 г. представлял Швецию в зональном турнире претендентского цикла 1957—1959 гг.

## Биография
Родители — Карл Густаф Стенборг (1898—?) и Анна Катарина Сандберг (1905—?). Жена — Ингрид Мария Карлссон. Дети — Ларс Густав Оке (1952 г.р.), Рольф Густав Оке (1956 г.р.), Анн-Мари (1959 г.р.).
О. Стенборг родился в городке Турсхелла, но большую часть жизни прожил в Эскильстуне. Он был многократным чемпионом городского шахматного клуба. Несмотря на серьезные спортивные достижения, Стенборг был шахматистом-любителем и выступал в соревнованиях в свободное от работы время.
Стенборг получил инженерное образование и работал сначала в компании «ASEA», а потом — в компании «Bahco». Некоторое время представлял интересы компании «Bahco» в Санта-Фе (Аргентина).
Гроссмейстер Г. Штальберг писал, что Стенборг играл в комбинационном стиле, но не терял чувства опасности и обладал прекрасной шахматной техникой.

## Спортивные результаты
| Год  | Город        | Соревнование                                   | + | − | = | Результат | Место |
| ---- | ------------ | ---------------------------------------------- | - | - | - | --------- | ----- |
| 1950 | Дубровник    | IX Олимпиада (сборная Швеции, 2-й запасной)    | 3 | 3 | 0 | 3 из 6    |       |
| 1956 | Бурос        | Чемпионат Швеции                               |   |   |   |           | 1     |
|      | Москва       | XII Олимпиада (сборная Швеции, 2-я доска)      | 2 | 3 | 9 | 6½ из 14  |       |
| 1957 | Дублин       | Зональный турнир                               | 4 | 5 | 8 | 8 из 17   | 10—11 |
| 1960 | Стокгольм    | Отборочный турнир командного первенства Европы | 0 | 3 | 1 | ½ из 4    |       |
| 1962 | Эрншёльдсвик | Чемпионат Швеции                               | 2 | 3 | 6 | 5 из 11   | 7—9   |
| 1967 | Стокгольм    | Чемпионат Швеции                               | 2 | 5 | 8 | 6 из 15   | 12    |
| 1973 | Болльнес     | Чемпионат Швеции                               | 3 | 3 | 9 | 7½ из 15  | 8—9   |